# Settimo cielo (film 1927)
Settimo cielo (Seventh Heaven) è un film del 1927, diretto da Frank Borzage.

## Trama
Siamo nel periodo della prima guerra mondiale. Un giovane spazzino aiuta una ragazza in difficoltà, fingendo davanti alle autorità che si tratti di sua moglie. Alla fine i due si innamorano, ma la guerra li divide.

## Produzione
Il film fu prodotto dalla Fox Film Corporation.

## Distribuzione
Distribuito dalla Fox Film Corporation, il film fu presentato con il titolo 7th Heaven in prima mondiale il 6 maggio 1927 a Los Angeles. A questa, seguì una prima newyorkese il 25 maggio. Venne poi distribuito in tutto il mondo.
Il 9 ottobre 2010 ne è stata presentata la versione restaurata al Grand Lyon Film Festival. In Francia, il film era stato distribuito con il titolo L'Heure suprême.

## Riconoscimenti
- 1929 - Premio Oscar
  - Miglior regista a Frank Borzage
  - Miglior attrice a Janet Gaynor
  - Miglior sceneggiatura a Benjamin Glazer
  - Candidatura al miglior film alla 20th Century Fox
  - Candidatura alla miglior scenografia ad Harry Oliver

Nel 1995 è stato scelto per la conservazione nel National Film Registry della Biblioteca del Congresso degli Stati Uniti.